# Kloster Neuendorf
Kloster Neuendorf is een plaats en voormalige gemeente in de Duitse deelstaat Saksen-Anhalt, en maakt deel uit van de Landkreis Altmarkkreis Salzwedel.
Kloster Neuendorf is een Ortschaft van Gardelegen, niet ver ten oosten van de gelijknamige stad gelegen.
Het dorp telde begin 2022 394 inwoners.

## Kerk en klooster
Het dorp ontstond rondom een in 1232 gesticht nonnenklooster van de cisterciënzers, dat vanaf de Reformatie in de 16e eeuw tot 1811 nog als luthers vrouwensticht voortbestond. De 13e-eeuwse kloosterkerk dient, samen met een bewaard gebleven deel van het oude kloostercomplex, de plaatselijke evangelisch-lutherse gemeente als dorpskerk. Af en toe vinden er concerten van klassieke of religieuze muziek plaats.

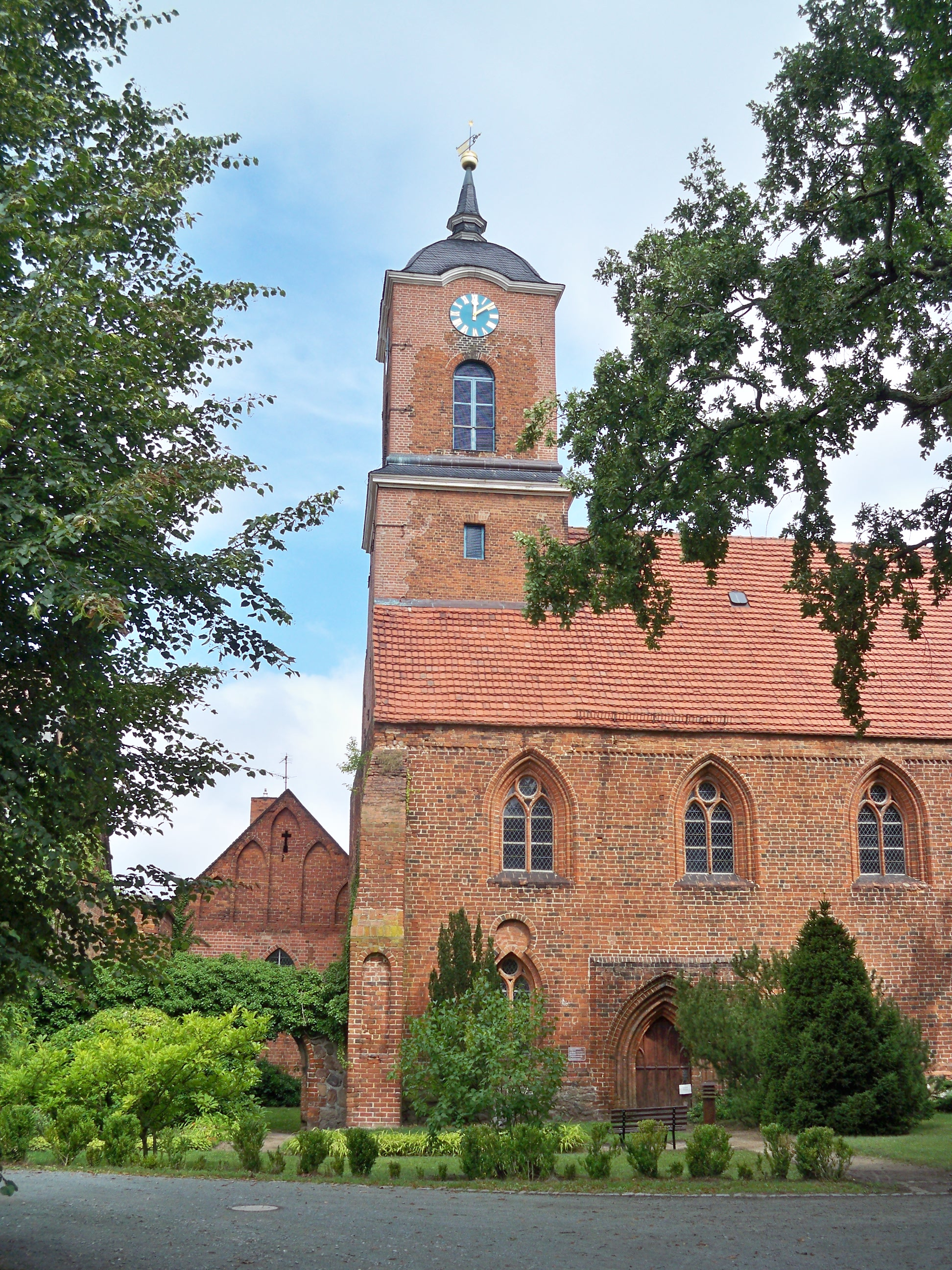
Voormalige kloosterkerk
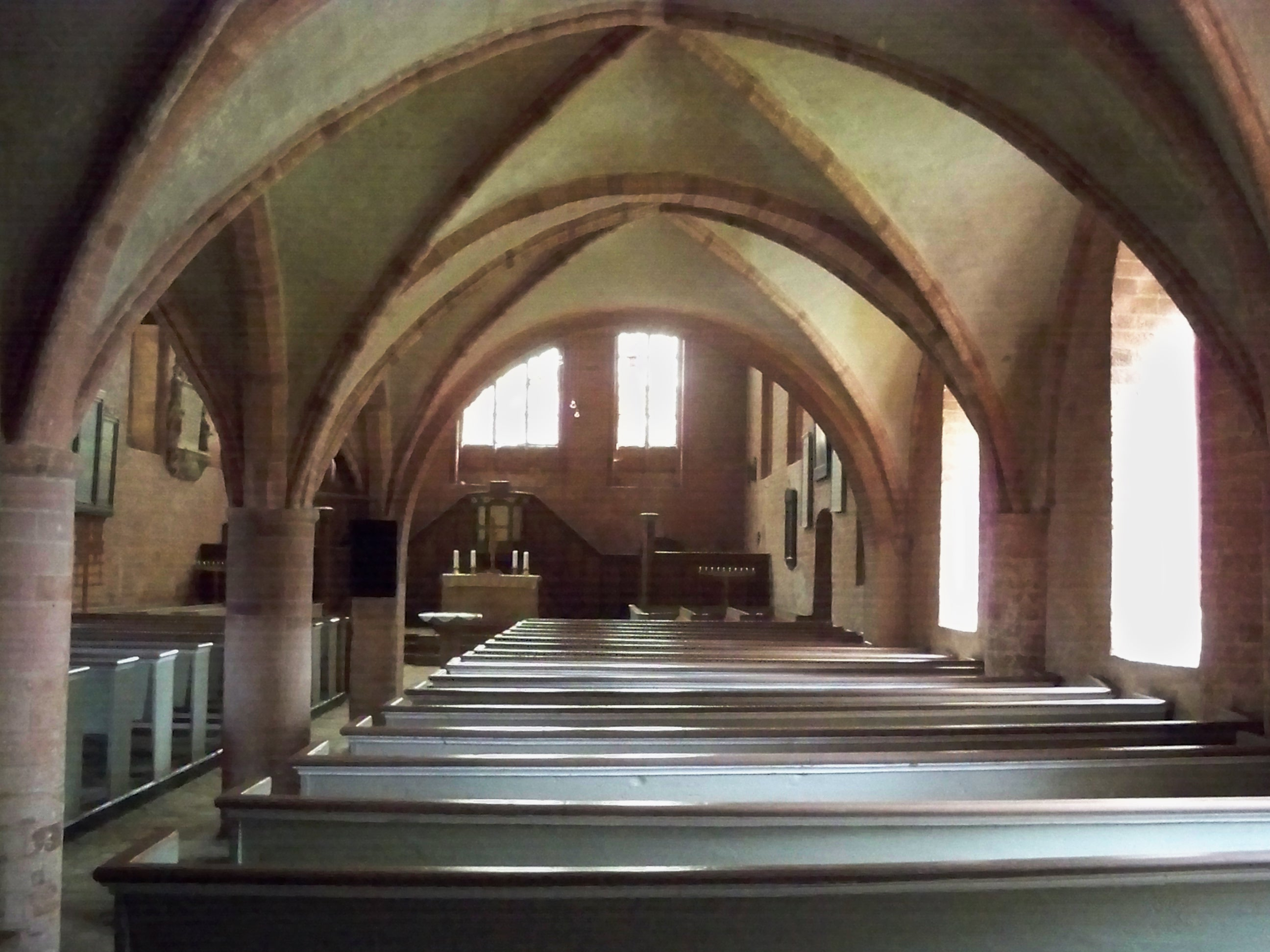
Interieur van dit kerkgebouw
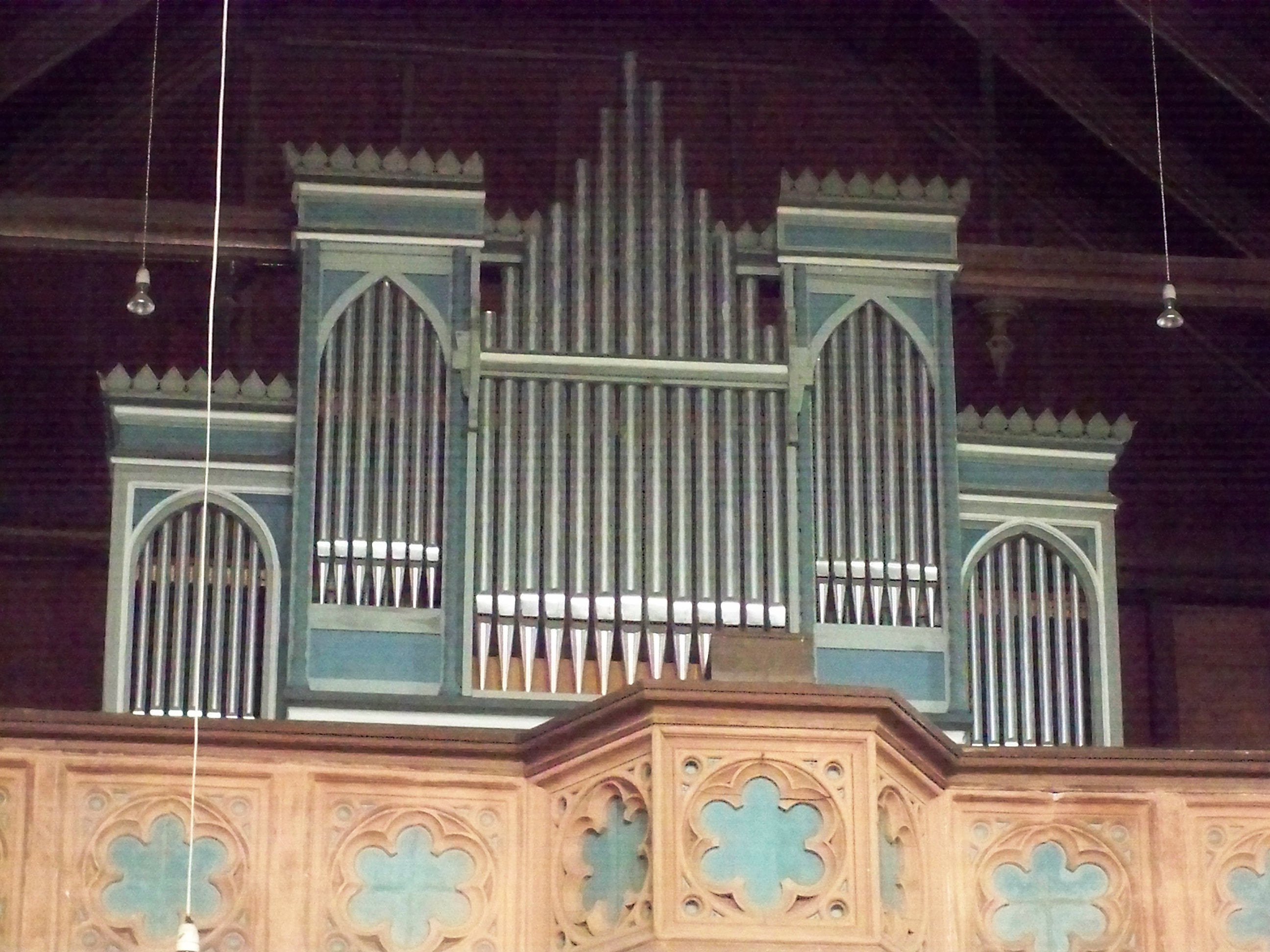
Orgel van Adolf Reubke, sinds 1988 in de Kloosterkerk
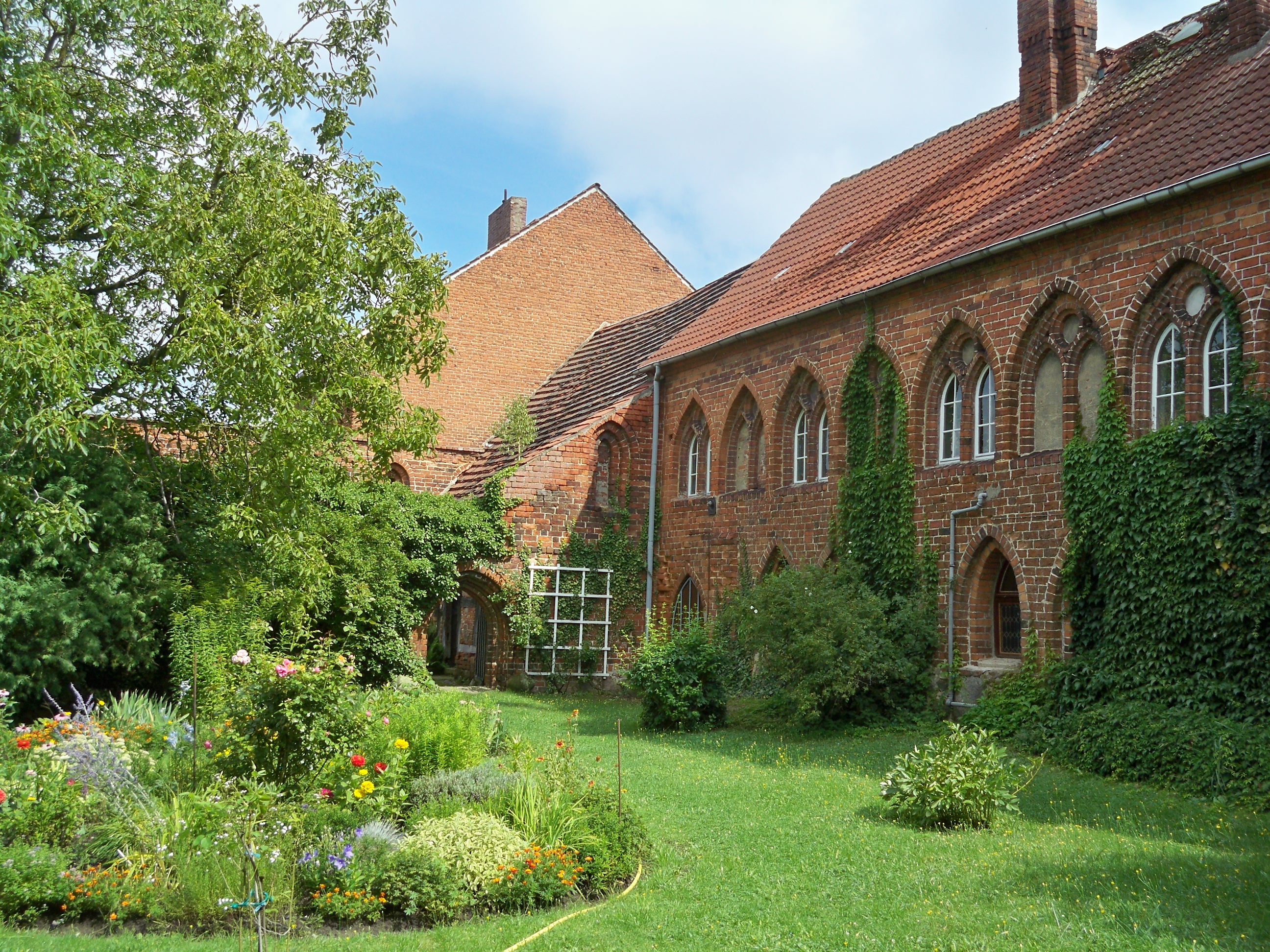
Kloosterhof
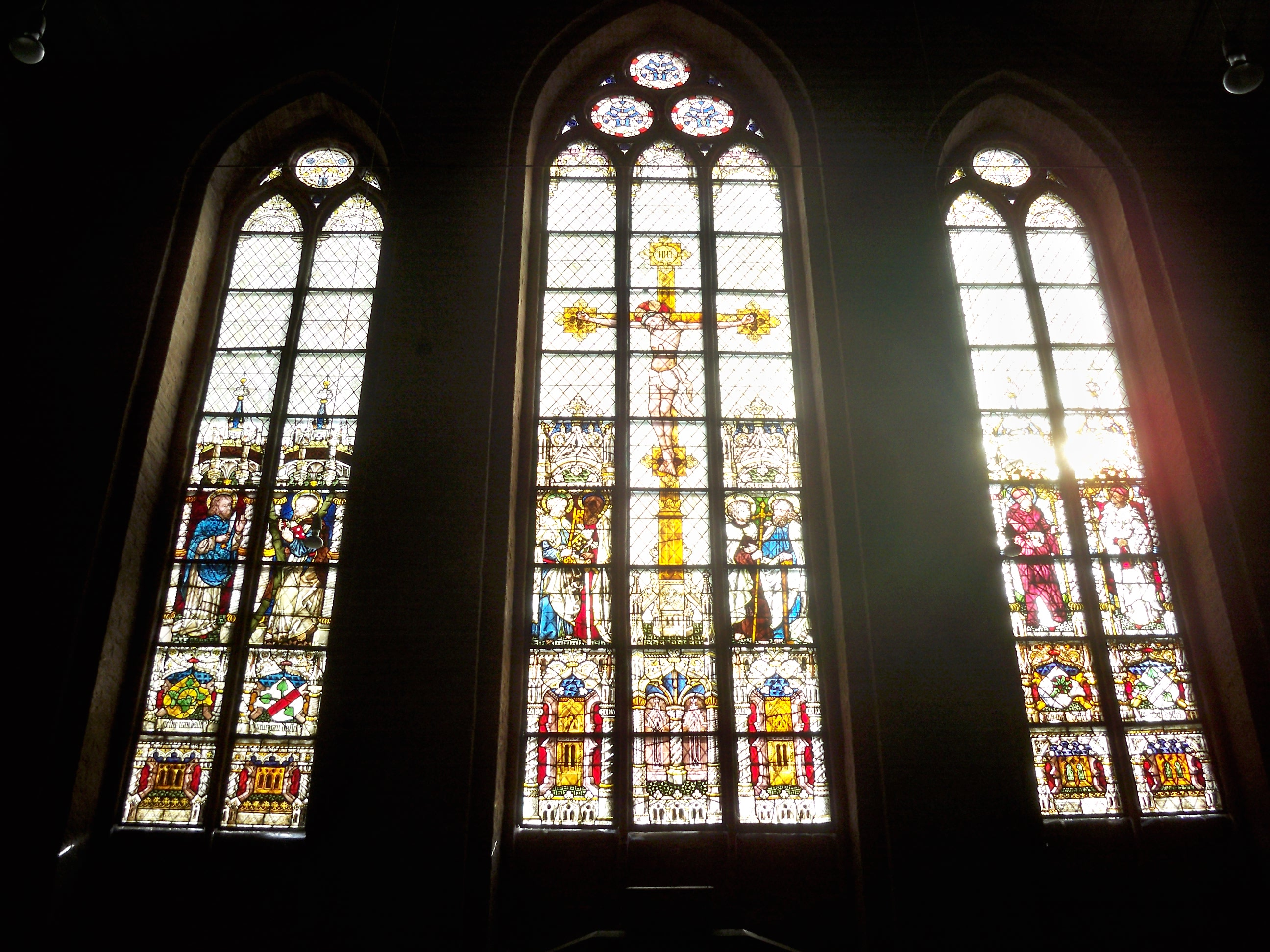
Glas-in-loodramen in deze kerk (ca. 1500)

De plaatselijke kerkorganiste, Christa Markert, wist in 1988 te bewerken, dat de Kloosterkerk van Kloster Neuendorf verrijkt werd met een uit 1869 daterend kerkorgel. Dat was in Oebisfelde overtollig geworden, omdat de Sint-Nicolaaskerk in die plaats werd onttrokken aan de eredienst. Daartoe had zij met succes geld ingezameld, o.a. bij de Nederlandse organist Jan Teeuw uit Rotterdam en andere van haar vrienden en kennissen uit Nederland. Jan Teeuw heeft ook na de plaatsing dit monumentale orgel in Kloster Neuendorf nog enkele keren bespeeld.
Algenstedt · Berge · Breitenfeld · Dannefeld · Estedt · Gardelegen Stadt · Hemstedt · Hottendorf · Jävenitz · Jeggau · Jerchel · Jeseritz · Kassieck · Kloster Neuendorf · Köckte · Letzlingen · Lindstedt · Mieste · Miesterhorst · Peckfitz · Potzehne · Roxförde · Sachau · Schenkenhorst · Seethen · Sichau · Solpke · Trüstedt · Wannefeld · Wiepke · Zichtau